# Aix-en-Othe
Aix-en-Othe – miejscowość i dawna gmina we Francji, w regionie Grand Est, w departamencie Aube. W dniu 1 stycznia 2016 roku z połączenia trzech ówczesnych gmin – Aix-en-Othe, Palis oraz Villemaur-sur-Vanne – powstała nowa gmina Aix-Villemaur-Pâlis. Siedzibą gminy została miejscowość Aix-en-Othe. W 2013 roku populacja Aix-en-Othe wynosiła 2501 mieszkańców.

## Populacja

Populacja Aix-en-Othe w latach 1962–2008